# Joseph Hörmeyer
Joseph Hörmeyer (Sankt Pölten, 29 de febrero de 1824 - Viena, 1866) fue un militar, mercenario y cronista austríaco activo también en el Imperio del Brasil.
No se sabe nada de su vida antes de llegar a Brasi en 1851, contratado por el gobierno imperial para luchar en la Guerra Platina, ocupando el puesto de capitán de infantería. Anduvo por el interior de Río Grande del Sur, conoció las colonias alemanas y, en 1854, se desligó del ejército imperial. Luego visitó brevemente las colonias en Santa Catarina y regresó a Europa donde escribió panfletos y crónicas divulgando a Río Grande del Sur.